# Rondibilis chengtuensis
Rondibilis chengtuensis är en skalbaggsart som beskrevs av J. Linsley Gressitt 1942. Rondibilis chengtuensis ingår i släktet Rondibilis och familjen långhorningar. Inga underarter finns listade i Catalogue of Life.